# December Will Be Magic Again
December will be magic again ("Dicembre sarà ancora magico") è una canzone Pop -natalizia, scritta ed incisa da Kate Bush nel 1979 e pubblicata in occasione del Natale 1980.

## Testo
Nel testo vengono citati gli stereotipi della stagione natalizia, come l'arrivo di Babbo Natale che scende dal camino.  Viene anche citato il celebre brano White Christmas, cantato da Bing Crosby.

## Tracce
1. December Will Be Magic Again 4:51
2. Warm And Soothing

## Classifiche
| Classifiche (1980/1981) | Posizione massima | Nr. settimane |
| ----------------------- | ----------------- | ------------- |
| Irlanda                 | 13                |               |
| Regno Unito             | 29                | 7             |
| Germania                | 55                |               |

## Album in cui è presente il brano
Il brano è stato inserito in varie raccolte, tra cui:  Elton John's Christmas Party (2005), ecc.